# Jon Schaffer
Jon Ryan Schaffer (15 marca 1968, Franklin, stan Indiana) – amerykański muzyk i kompozytor, multiinstrumentalista, znany przede wszystkim z występów w zespole Iced Earth, którego był założycielem. Ponadto, wraz z niemieckim wokalistą Hansim Kürschem współtworzy zespół Demons & Wizards.
W 2008 roku uzyskał nominację do nagrody Metal Hammer Golden Gods Awards w kategorii Riff Lord. W 2004 roku muzyk został sklasyfikowany na 83. miejscu listy 100 najlepszych gitarzystów heavymetalowych wszech czasów według magazynu Guitar World.

## Historia
Jego przygoda z muzyką zaczęła się, gdy w wieku 10 lat zobaczył pierwszy koncert. Był to koncert zespołu KISS. Po koncercie za jego pierwszą gitarę robiła miotła jego matki. "Biegał po podwórku z miotłą i udawał, że gra na koncercie". Pomysł założenia zespołu pojawił się w liceum, gdzie zebrał pierwszą grupkę, z którą tworzył muzykę. Na początku zafascynowani horrorami tworzyli muzykę w takim właśnie "klimacie". Swą pierwszą gitarę dostał w wieku 14 lat, wtedy też zaczął pisać muzykę. W wieku 16 lat opuścił dom rodziców i przeniósł się do Tampa na Florydzie, tam też założył power/thrashmetalowy zespół i zaczął się zajmować muzyką. Najpierw zespół nazywał się The Rose. Młodzi muzycy grali na festynach i różnych imprezach. Między innymi na święcie Halloween. Niedługo jednak zespół nosił nazwę "The Rose", ponieważ w dość krótkim czasie nazwa została przemianowana na Purgatory. Jednak i ta nazwa wymagała zmiany. Okazało się, iż istnieje już zespół o tej nazwie i Jon postanowił ją zmienić. Wieloletni, bliski przyjaciel Schaffera – Bill Blackmon zginął w wypadku, a że zawsze proponował nazwę Iced Earth Jon postanowił uczcić pamięć Billa nadając taką właśnie nazwę swojemu zespołowi. Później powstała także piosenka, specjalnie dedykowana Blackmonowi, o wymownym tytule "Watching Over Me". Ballada ta zyskała spore uznanie wśród fanów grupy Iced Earth.
Schaffer znany jest ze swego perfekcjonizmu, często zmienia muzyków, którzy jego zdaniem przestawali się naprawdę udzielać w grupie. W związku z tym, iż charakteryzuje go duża znajomość, wręcz miłość do historii (zwłaszcza historii Ameryki), wiele uwagi przykłada poglądom jakie prezentują muzycy współpracujący wraz z nim w zespole. Przez poglądy właśnie z zespołu został wyrzucony jeden z wokalistów - John Greely, który to był rasistą, a Jon jest między innymi takim poglądom bardzo przeciwny. Schaffer najpierw próbował pokazać jak negatywny jest taki sposób patrzenia na ludzi i świat. Podczas trasy koncertowej w Niemczech zabrał Greely’ego w miejsca obozów koncentracyjnych. Miał nadzieję, iż i Greely'iemu znajomość historii zmieni światopogląd. Jednak gdy wokalista pozostał przy swoich racjach, Schaffer postanowił oddalić go z zespołu.

## Styl
Dla Schaffera charakterystyczne są riffy, zagrywki przypominające pewnego rodzaju galopade, i tempo wręcz jazdy konnej. Duży wpływ na jego styl gry miał zespół Iron Maiden, którego jest fanem, jednak gra Jona jest szybsza i ostrzejsza. Nie zatraca jednak swego rodzaju klimatu utworów. Częste zmiany tempa, melodyka i kompozycje jakie tworzy nadają specyficznego klimatu jego utworom. W 2008 roku został nominowany do tytułu Lorda Riffu, uznawany za jednego z najlepszych gitarzystów rytmicznych. Umiejętnie łączy ciężar, mroczność z łagodnymi często akustycznymi i delikatnymi zagrywkami.
Jon gra również na basie i tworzy niektóre solówki. Podkład basowy stworzył i zagrał na nowej wersji trylogii "Something Wicked", która została zarejestrowana na singlu o tytule "Overture of the Wicked".

## Inne
Prócz muzyki Schaffer zajmuje się sprzedażą gadżetów historycznych. Ma sklep o nazwie "Spirit of '76 Collectibles" w Columbus, w stanie Indiana.
Jest także twórcą postaci o nazwie Set Abominae, która jest na okładkach niektórych płyt Iced Earth. Historia tej postaci, zostanie opisana na dwupłytowym albumie. Pierwszy Cd nosi tytuł "Framing Armageddon (Something Wicked Part 1)", a drugi, który ukaże się jesienią 2008 "The Crucible of Man (Something Wicked Part 2)".